# Fab Samperi
Fab Samperi er en musikproducer fra Italien.